# 第一屆國民大會湖北省代表
第一屆國民大會代表，於1947年11月21日至11月23日，全國同時舉行第一屆國民大會代表選舉。應選3045席實選2961席，隨中華民國政府遷台者一直沒有進行改選，許多代表一直當到過世，未過世者則一直擔任至1991年底方才全面退休。

## 湖北省
- 湖北省1市70縣，所屬71縣市縣應選國大代表1名。國民黨籍56人，青年黨籍7人，民社黨籍8人。
- 凡姓名有Δ記號者係因退讓而當選之代表[1]

### 直屬省政府（1市）
| 選區   | 名額 | 當選名單 | 候補名單 | 遞補人及遞補時間        | 備註 |
| ------ | ---- | -------- | -------- | ----------------------- | ---- |
| 武昌市 | 1    | 尹呈輔   | 夏學周   | 夏學周(民國65年2月23日) |      |

### 第一行政督察區（11縣）
| 選區   | 名額 | 當選名單     | 候補名單                       | 遞補人及遞補時間                 | 備註                             |
| ------ | ---- | ------------ | ------------------------------ | -------------------------------- | -------------------------------- |
| 蒲圻縣 | 1    | 但衡今       |                                |                                  |                                  |
| 通山縣 | 1    | 黃農(退讓)   | 陳兆驊                         | 陳兆驊Δ(青年黨)                  | 黃農後於商業團體西區遞補為代表   |
| 武昌縣 | 1    | 劉家麟       | 王道                           | 王道(民國63年4月1日)             |                                  |
| 大冶縣 | 1    | 陳鵬         |                                |                                  |                                  |
| 漢陽縣 | 1    | 徐旨乾(退讓) | 丘子佩                         | 丘子佩(民社黨)Δ                  | 徐旨乾後又遞補為代表             |
| 嘉魚縣 | 1    | 李茂林       | 劉世珍                         | 劉世珍                           |                                  |
| 咸寧縣 | 1    | 李輝武(退讓) | 劉昌振(民社黨)、唐祖培(青年黨) | 劉昌振Δ 唐祖培(民國52年12月23日) |                                  |
| 通城縣 | 1    | 李樹禯       | 魏希文                         | 魏希文                           |                                  |
| 崇陽縣 | 1    | 王世         |                                |                                  |                                  |
| 陽新縣 | 1    | 石效曾       |                                |                                  |                                  |
| 鄂城縣 | 1    | 鄧定遠(退讓) | 饒達三、黎子玉                 | 饒達三Δ 黎子玉                   | 鄧定遠後於商業團體西區遞補為代表 |

### 第二行政督察區（11縣）
| 選區   | 名額 | 當選名單     | 候補名單 | 遞補人及遞補時間        | 備註 |
| ------ | ---- | ------------ | -------- | ----------------------- | ---- |
| 黃岡縣 | 1    | 林逸聖       | 嚴保三   | 嚴保三(民國56年12月5日) |      |
| 蘄春縣 | 1    | 方覺慧       |          |                         |      |
| 浠水縣 | 1    | 聞亦有       |          |                         |      |
| 黃梅縣 | 1    | 涂壽眉       |          |                         |      |
| 廣濟縣 | 1    | 朱幹青       | 吳志勛   | 吳志勛                  |      |
| 羅田縣 | 1    | 許訥夫(退讓) | 余舒     | 余舒(青年黨)Δ           |      |
| 英山縣 | 1    | 段克和       |          |                         |      |
| 麻城縣 | 1    | 毛家騏       |          |                         |      |
| 黃陂縣 | 1    | 余家菊       |          |                         |      |
| 禮山縣 | 1    | 蔣章驥       | 羅森     | 羅森(民國42年10月27日)  |      |
| 黃安縣 | 1    | 楊嘯伊       |          |                         |      |

### 第三行政督察區（10縣）
| 選區   | 名額 | 當選名單     | 候補名單       | 遞補人及遞補時間 | 備註           |
| ------ | ---- | ------------ | -------------- | ---------------- | -------------- |
| 隨縣   | 1    | 何成濬       |                |                  |                |
| 安陸縣 | 1    | 耿百釗       | 張自競、劉寯善 | 劉寯善           |                |
| 孝感縣 | 1    | 甯守慎(退讓) | 李善謙         | 李善謙Δ          |                |
| 應山縣 | 1    | 易炯         |                |                  |                |
| 雲夢縣 | 1    | 丁錚域       | 王義周、王勉   | 王義周 王勉      | 張樹華得票次多 |
| 應城縣 | 1    | 李基鴻       |                |                  |                |
| 漢川縣 | 1    | 黃格君       |                |                  |                |
| 京山縣 | 1    | 曹振武       |                |                  |                |
| 鍾祥縣 | 1    | 王鏡清       |                |                  |                |
| 天門縣 | 1    | 涂少梅       |                |                  |                |

### 第四行政督察區（9縣）
| 選區   | 名額 | 當選名單     | 候補名單       | 遞補人及遞補時間       | 備註 |
| ------ | ---- | ------------ | -------------- | ---------------------- | ---- |
| 江陵縣 | 1    | 張知本       |                |                        |      |
| 監利縣 | 1    | 闞靜遠(退讓) | 吳先銘、李華垓 | 李華垓(青年黨)Δ        |      |
| 石首縣 | 1    | 鄭獨步       |                |                        |      |
| 公安縣 | 1    | 張耀先       | 袁亮甫         | 袁亮甫(民國42年8月1日) |      |
| 枝江縣 | 1    | 張敘忠       | 張承槱         | 張承槱                 |      |
| 松滋縣 | 1    | 胡人佛       |                |                        |      |
| 荊門縣 | 1    | 簡樸         |                |                        |      |
| 沔陽縣 | 1    | 袁濟安       | 朱若愚         | 朱若愚(民國42年8月1日) |      |
| 潛江縣 | 1    | 劉夢庚       |                |                        |      |

### 第五行政督察區（7縣）
| 選區   | 名額 | 當選名單     | 候補名單       | 遞補人及遞補時間 | 備註                 |
| ------ | ---- | ------------ | -------------- | ---------------- | -------------------- |
| 襄陽縣 | 1    | 李朗星       |                |                  |                      |
| 棗陽縣 | 1    | 張學鼎       | 傅良居         | 傅良居           |                      |
| 自忠縣 | 1    | 陳門智       | 姚積昌         | 姚積昌           |                      |
| 光化縣 | 1    | 張敷         | 韓明階(青年黨) |                  | 張敷係絕食十代表之一 |
| 穀城縣 | 1    | 劉虎生(退讓) | 呂思儉         | 呂思儉Δ          |                      |
| 南漳縣 | 1    | 李華榮(退讓) | 曾曉淵         | 曾曉淵(民社黨)Δ  | 李華榮後又遞補為代表 |
| 保康縣 | 1    | 黃一鳴       |                |                  |                      |

### 第六行政督察區（8縣）
| 選區   | 名額 | 當選名單 | 候補名單 | 遞補人及遞補時間 | 備註 |
| ------ | ---- | -------- | -------- | ---------------- | ---- |
| 宜昌縣 | 1    | 全敬存   |          |                  |      |
| 遠安縣 | 1    | 嚴樂群   |          |                  |      |
| 當陽縣 | 1    | 王蓮仙   |          |                  |      |
| 宜都縣 | 1    | 盧鏡澄   |          |                  |      |
| 興山縣 | 1    | 朱貢西   | 賈廷申   | 賈廷申           |      |
| 秭歸縣 | 1    | 杜鎮遠   |          |                  |      |
| 長陽縣 | 1    | 李繼龍   |          |                  |      |
| 五峰縣 | 1    | 胡箎五   |          |                  |      |

### 第七行政督察區（8縣）
| 選區   | 名額 | 當選名單     | 候補名單               | 遞補人及遞補時間 | 備註 |
| ------ | ---- | ------------ | ---------------------- | ---------------- | ---- |
| 恩施縣 | 1    | 黃獻谷       |                        |                  |      |
| 宣恩縣 | 1    | 朱英培       |                        |                  |      |
| 建始縣 | 1    | 范煦如(退讓) | 劉厚章、王訓民、何言碩 | 何言碩Δ          |      |
| 巴東縣 | 1    | 向光明       | 吳寒丘                 | 吳寒丘           |      |
| 鶴峰縣 | 1    | 李滙川       |                        |                  |      |
| 利川縣 | 1    | 牟鴻彥       |                        |                  |      |
| 咸豐縣 | 1    | 王承德       | 劉韻石                 | 劉韻石           |      |
| 來鳳縣 | 1    | 胡在淵       |                        |                  |      |

### 第八行政督察區（6縣）
| 選區   | 名額 | 當選名單 | 候補名單 | 遞補人及遞補時間 | 備註 |
| ------ | ---- | -------- | -------- | ---------------- | ---- |
| 鄖縣   | 1    | 何承浩   |          |                  |      |
| 均縣   | 1    | 郭歐五   |          |                  |      |
| 鄖西縣 | 1    | 劉毅     |          |                  |      |
| 房縣   | 1    | 賀禋六   |          |                  |      |
| 竹山縣 | 1    | 朱士烈   |          |                  |      |
| 竹谿縣 | 1    | 陸樹聲   |          |                  |      |